# ノルレボ
ノルレボ（NorLevo）は、黄体ホルモンであるレボノルゲストレル（Levonorgestrel）を成分とする緊急避妊薬（処方箋医薬品）である。

## 緊急避妊法
緊急避妊法は、避妊せずに行なわれた性交または避妊したものの、避妊手段が適切かつ十分でなかった性交の後に緊急的に用いるもので、通常の経口避妊薬や他の避妊方法のように、性交の前に計画的に妊娠を回避するものとは異なる。
緊急避妊法が必要となる状況としては、避妊をしない性交、経口避妊薬の服用忘れ、強姦・コンドームの破損・脱落・不適切な使用、などがある。日本ではレボノルゲストレルが唯一の緊急避妊薬として承認されている。日本産科婦人科学会の「緊急避妊法の適正使用に関する指針（平成28年度改訂版）」は、レボノルゲストレル（服用量1.5mg）を緊急避妊法の第一選択として推奨している。

## 開発の経緯
ホルモン剤による緊急避妊法として1960年代よりエチニルエストラジオールの経口投与が行われたが、悪心や嘔吐などの副作用が課題であった。その後、1970年代には副作用の軽減を目的として、エチニルエストラジオールとノルゲストレルの配合薬を経口投与するヤツペ（Yuzpe）法が開発された。1990年代にはレボノルゲストレルとヤツペ法の比較試験が行われ、妊娠阻止率はヤツペ法では57%、レボノルゲストレルでは85%であった。また、主な副作用の発現頻度はレボノルゲストレルが少なかった。これらのエビデンスを背景として「緊急避妊法の適正使用に関する指針（平成28年度改訂版）」はレボノルゲストレルによる緊急避妊を第一選択とし、ヤツペ法は他の緊急避妊法が利用できない場合にのみ使用することとしている。
レボノルゲストレルの経口製剤であるNORLEVOはフランスのLABORATOIRE HRA PHARMA社によって開発され、1999年にフランスで販売承認を取得した。2011年に日本では、株式会社そーせいがLABORATOIRE HRA PHARMA社からNORLEVOを導入し、2011年2月に承認を取得し、2011年5月より、あすか製薬が販売している。

## 作用機序
妊娠は、
1. 卵巣から排卵された卵子が卵管に取り込まれる
2. 精子が子宮内を進み卵管で受精が起こる
3. 受精卵が子宮内膜に着床する

という過程を経て成立する。レボノルゲストレルを排卵前に投与することによって排卵が抑制されることが報告されており、避妊効果は主として排卵抑制作用によると考えられている。

## 適応症
効能・効果：緊急避妊
効能・効果に関連する使用上の注意
1. 投与により完全に妊娠を阻止することはできない（臨床成績の項を参照）。
2. 本剤は、避妊措置に失敗した又は避妊措置を講じなかった性交後に緊急的に用いるものであり、通常の経口避妊薬のように計画的に妊娠を回避するものではない[3]。

## 用法・用量
用法・用量：性交後72時間以内にレボノルゲストレルとして1.5 mgを1回経口投与する。
用法・用量に関連する使用上の注意
本剤を投与する際には、できる限り速やかに服用すること。海外の臨床試験において、性交後72時間を超えて服用した場合には妊娠阻止率が低下する傾向があることが示されている（臨床成績の項参照）。

## 禁忌
1. 本剤の成分に対し過敏症の既往歴のある女性[3]。
2. 重篤な肝障害のある患者：代謝能が低下しており肝臓への負担が増加するため、症状が増悪することがある[3]。
3. 妊婦：成立した妊娠には効果がなく、妊娠している女性には有益性がない[3]。

## 副作用
日本での発売後に行われた使用成績調査では、578例中46例（7.96%）に副作用が認められた。主な副作用は、悪心13件（2.25%）及び下腹部痛4件（0.69%）等の胃腸障害 23例（3.98%）、頭痛8件（1.38%）及び傾眠6件（1.04%）等の神経系障害15例（2.60%）、不正子宮出血7件（1.21%）等の生殖系および乳房障害12例（2.08%）であった。

## 臨床成績
国内の第Ⅲ相臨床試験において、性交後72時間以内にノルレボを1回経口投与した結果、解析対象例63例のうち、妊娠例は1例で、妊娠阻止率は81.0%であった。
海外の臨床試験において、性交後72時間以内にレボノルゲストレル製剤1.5mgを1回経口投与した結果、妊娠率は1.34%（16/1198）、妊娠阻止率は84%であった。また、性交後72時間を超えて本剤を服用した場合には63%であり、妊娠阻止率が減弱する傾向がみられた。

## オンライン診療に関する議論
オンライン診療とは遠隔医療のうち、医師－患者間でスマートフォンやタブレット端末などの情報通信機器を通じて患者の診察や診断などの医療行為をリアルタイムに行うことを指す。厚生労働省の「オンライン診療の適切な実施に関する指針」では、原則として初診は対面診療で行うことが示されている。この指針は定期的な見直しが行われており、2019年の見直しにおいて、「緊急避妊薬のオンライン診療による処方を、初診対面原則の例外として認めるべきか」というテーマが検討されている。検討中の新しいオンライン診療の適切な実施に関する指針案では、「例外として、地理的要因がある場合、女性の健康に関する相談窓口等に所属する又はこうした相談窓口等と連携している医師が女性の心理的な状態にかんがみて対面診療が困難であると判断した場合においては、産婦人科医又は厚生労働省が指定する研修を受講した医師が、初診からオンライン診療を行うことは許容され得る」とされ、地理的な要因等がある場合には例外的に緊急避妊薬について初診からオンライン診療を認める方向で検討が行われている。
スイッチOTC検討会の委員、鈴木邦彦・日本医師会常任理事は、望まない妊娠を減らしたいという考え方そのものに反対ではないとしつつも、審議会の議論について、医師の関与の必要性、緊急避妊薬への国民の理解度、販売体制の問題が示され、とてもOTCにできないという結論であり、反対意見ばかりで賛成は誰もいなかったとの見解を示している。ちなみに医師向けサイトで行われた現場の産婦人科医師のアンケート(n=124)では47%が反対よりの意見を表明しているが、27%がどちらでもないことを表明している。また60代男性医師は、基本的には個人の選択に任せるべき、妊娠反応薬の時も産婦人科医会は反対していたことを述べている。産婦人科医の有志9人による5月の産婦人科医に緊急アンケート（n＝559）では、6割以上がアフターピルの市販化とオンライン処方のいずれも肯定している。ただし主催者の医師は緊急避妊薬のオンライン診療が解禁になった場合も性暴力被害者に限定されたり、オンライン診療を行っている産婦人科医を探すならば今よりアクセスしやすいかと疑問を呈している。2019年に行われたオンライン診療指針見直し検討会では、ささえあい医療人権センターCOML理事長 山口育子構成員が、産婦人科受診に抵抗を感じる女性が多いため、その受診に精神的な負担のあるときもオンライン診療を可能とすべきと述べ、諸外国では薬局で緊急避妊薬を購入できるところもあると補足した。それに対し、「『精神的負担のあるとき』との表現はあまりに広すぎだと牽制し、諸外国と日本の文化が異なることを掲げ、対象が無制限に広がってはいけないとの指摘も多数でた（今村聡構成員：日本医師会副会長、黒木春郎構成員：医療法人社団嗣業の会理事長・日本オンライン診療研究会会長ら）。傍聴者からは検討委員のひとりで日本医師会副会長の今村聡氏が検討会で「(緊急避妊薬へのアクセスが)無制限に広がってしまうのも困るという思いがあります」というWHO勧告に逆行する趣旨の発言をしたため、女性側からは疑問を呈されている。

## OTC化に関する議論
厚生労働省の「医療用から要指導・一般用への転用に関する評価検討会議」の中で2018年に緊急避妊薬のOTC化が検討されたが、使用者（服用する女性）自身のリテラシーが低いこと、販売する薬局薬剤師の教育が不足していることなどの理由からOTC化は時期尚早として認められなかった。なお、厚生労働省が一般募集したパブリックコメントの結果では348件の提出があり、OTC化に賛成は320件、反対は28件であった。

## 成分
和名：レボノルゲストレル（JAN）
洋名：Levonorgestrel（JAN, INN）
命名法：IUPAC
規制区分：処方箋医薬品
投与方法：経口投与
分子式：C21H28O2
分子量：312.45